# Клячани
Клячани (словац. Kľačany) — село в окрузі Глоговец Трнавського краю Словаччини. Площа села 10,11 км². Станом на 31 грудня 2015 року в селі проживало 1056 жителів. Протікає потік Андач.

## Історія
Перші згадки про село датуються 1256 роком.

## Населення
| Рік:            | 1994. | 2004.   | 2014.   | 2024.   |
| --------------- | ----- | ------- | ------- | ------- |
| Кількість осіб: | 954   | 976     | 1064    | 1143    |
| Різниця:        |       | +2,30 % | +9,01 % | +7,42 % |

| Рік:            | 2023. | 2024.   |
| --------------- | ----- | ------- |
| Кількість осіб: | 1145  | 1143    |
| Різниця:        |       | -0,17 % |